# San Francisco 49ers 1958
La stagione 1958 dei San Francisco 49ers è stata la 9ª della franchigia nella National Football League. I quarterback Y.A. Tittle e John Brodie giocarono come titolari sei gare a testa, terminando la stagione con statistiche simili.

## Partite

### Stagione regolare
| Turno | Data       | Avversario             | Risultato | Pubblico |
| ----- | ---------- | ---------------------- | --------- | -------- |
| 1     | 28/9/1958  | Pittsburgh Steelers    | V 23–20   | 51,856   |
| 2     | 5/10/1958  | Los Angeles Rams       | S 33–3    | 59,826   |
| 3     | 12/10/1958 | at Chicago Bears       | S 28–6    | 45,310   |
| 4     | 19/10/1958 | at Philadelphia Eagles | V 30–24   | 33,110   |
| 5     | 26/10/1958 | Chicago Bears          | S 27–14   | 59,441   |
| 6     | 2/11/1958  | Detroit Lions          | V 24–21   | 59,350   |
| 7     | 9/11/1958  | at Los Angeles Rams    | S 56–7    | 95,082   |
| 8     | 16/11/1958 | at Detroit Lions       | L 35–21   | 54,523   |
| 9     | 23/11/1958 | at Green Bay Packers   | V 33–12   | 43,819   |
| 10    | 30/11/1958 | at Baltimore Colts     | S 35–27   | 57,557   |
| 11    | 7/12/1958  | Green Bay Packers      | V 48–21   | 50,793   |
| 12    | 14/12/1958 | Baltimore Colts        | V 21–12   | 58,334   |